# Jiyan Behrozy
Jiyan Weledbegi Behrozy, född 1988 i Irak, är en svensk journalist och redaktör.

## Biografi
Behrozy lämnade Irak 1993 och kom som kvotflykting till Värmland 1993. Behrozy är ursprungligen av kurdisk härkomst från Iran.
2015-2016 skrev hon krönikor för Värmlands Folkblad.
2016-2018 arbetade hon tidvis som nyhetsreporter på Sveriges Radio P4 Värmland.
2019 skrev hon ledarkrönikor i Bohusläningen och samma år började hon arbeta som redaktör och ledarskribent på dagstidningen TTELA till 2021. Hennes nuvarande uppdrag är researcher och reporter på Sveriges Radio P1 Morgon. 
Behrozy modererar samtal och föreläser om integration, segregation, yttrandefrihet- och demokratifrågor.
Hon har varit styrelsemedlem i Värmländska Författarsällskapet 2017-2021 och jury för Region Värmlands Litteraturstipendium 2021.

## Priser och utmärkelser
- Arbetarrörelsens kulturpris 2019 i Karlstad